# Saimbeyli
Saimbeyli, historiquement connue sous le nom de Hadjin (arménien : Հաճըն, romanisé : Hačən), est une ville et un district de la province d'Adana dans l'actuelle Turquie. Sa superficie est de 989 km2, et sa population est de 13 621 habitants (2022). La ville est située dans les montagnes du Taurus de la région de Cilicie, à 157 km au nord de la ville d'Adana.

La population arménienne de la ville est majoritairement déportée, avant que la ville ne soit rebaptisée Saimbeyli.
Saimbeyli (prononcé [saimbej'li]) est un district de la province d'Adana en Turquie.

## Géographie
Saimbeyli est perchée dans une vallée entre les montagnes boisées de Dibek et Bakir. Il y a un col à travers les montagnes d'ici à Kayseri et la vallée est arrosée par des ruisseaux de montagne.

## Histoire

### Un village arménien (Avant 1915)
Hadjin possédait trois églises appartenant à la communauté arménienne apostolique : l'Église de la Sainte Mère de Dieu, l'Église de Saint Georges et l'Église de Saint Thoros. L'Église de la Sainte Mère de Dieu est la plus ancienne, construite dans la forteresse historique de Hadjin. Selon les données historiques, elle aurait été fondée autour de l'année 1425. L'Église de la Sainte Mère de Dieu se trouvait dans le quartier supérieur de Hadjin, tout comme la deuxième église apostolique, l'Église de Saint Georges. L'Église de Saint Georges a été construite au XIXe siècle, sur le site d'une petite chapelle ancienne portant le même nom.
La troisième église apostolique, l'Église de Saint Thoros, était située dans le quartier de Yagh. Il est supposé que l'Église de Saint Thoros était à l'origine une église grecque de Hadjin, qui a été "arménisée" au fil du temps.
Il y avait également une église arménienne catholique à Hadjin. La première église catholique arménienne a été construite près de la forteresse de Hadjin, mais elle a été détruite dans le grand incendie de 1884. Ensuite, au début des années 1900, elle a été reconstruite, ainsi que d'autres institutions communautaires, y compris des écoles pour garçons et filles.
La première église évangélique a été construite en 1867 dans le quartier supérieur de Hadjin, à proximité des églises arméniennes apostolique et catholique. En 1889, la deuxième église évangélique a été construite dans le quartier de Vari.
Il convient de noter que Hadjin était un important centre missionnaire, où, en plus des églises évangéliques, les orphelinats missionnaires et surtout les écoles étaient particulièrement actifs.

### Hadjin et le génocide arménien (1915-1919)
Lors des massacres d'Adana en 1909, Hadjin fait preuve d'une résistance courageuse face aux persécutions turques, attirant ainsi l'attention des autorités ottomanes.
En janvier 1915, un tract en turc est apposé sur un mur de la cathédrale Saint-Georges par un jeune garçon, exhortant les Arméniens de la ville à "rester vigilants" et à "se préparer à l'autodéfense". Cet incident donne l'occasion aux autorités de procéder à l'arrestation de 35 Arméniens suspects, dont quatre sont pendus et onze sont traduits en cour martiale.
Après le commencement du génocide arménien, avec la rafle des intellectuels de Constantinople, le colonel Hüseyin Avni arrive le 14 mai 1915 à Hadjin avec plusieurs brigades de gendarmerie et organise une série de réunions avec les chefs de police et les responsables locaux. Il leur ordonne de confisquer les armes détenues par la population et les déserteurs arméniens, ce qui est fait le 23 mai. Des escadrons de cavalerie et d'infanterie venus de Zeïtoun réquisitionnent alors le monastère-orphelinat de la ville.
Le 27 mai, les hommes d'élite de la communauté locale sont arrêtés. Environ 200 d'entre eux sont enfermés dans le monastère Saint-Thoros, tandis qu'une cinquantaine d'autres sont détenus au Konak. Ils seront torturés et, pour certains, tués.
Le 3 juin 1915, l'ordre de déportation de la population arménienne d'Hadjin est donné. Une trentaine des plus grandes familles de la ville sont envoyées vers Alep, puis déportées dans le désert syrien. Un second convoi, composé d'environ cinquante familles, suit rapidement, et les convois continueront à un rythme soutenu sous la supervision de Kemal Bey.

### De l'occupation française à aujourd'hui (1919-aujourd'hui)
Après la fin de la Première Guerre mondiale, en 1919, une partie de la population arménienne de Hadjin retourna sous le protectorat français. Cependant, les autorités françaises cédèrent rapidement la ville à la domination turque le 15 octobre 1920 après 10 mois de siège, au capitaine Doğan et le sous-préfet Saim Bey. Près de 8 000 Arméniens y sont massacrés tandis que près de 450 s'enfuient vers Adana. Cela déclencha une rébellion arménienne et aboutit au départ forcé des habitants avec l'arrivée des forces kémalistes.
En 1922, Hadjin prit son nom actuel en l'honneur de Saim Bey et devint un nouveau district. En 1928, elle fut transférée à son emplacement actuel.
La population arménienne restante de Hadjin se dispersa dans divers pays, notamment au Liban, en Syrie, en France, aux États-Unis et dans certains pays d'Amérique latine. Dans ces nouveaux lieux d'exil, les Arméniens fondèrent des associations pour préserver la mémoire de leur ville et mettre en valeur les réalisations de ses habitants.
En 1953, une nouvelle ville, Nor Hachn (signifiant "Nouveau Hadjin"), fut fondée en République socialiste soviétique d'Arménie (aujourd'hui l'Arménie) pour honorer la mémoire de la ville historique. Selon le recensement de 2015, Nor Hachn comptait environ 9 400 habitants. Parmi ceux-ci, nombreux sont les descendants des survivants du génocide arménien et des événements de Hadjin. Un mémorial, inauguré en 1974, a été érigé pour commémorer les victimes arméniennes de Hadjin et rendre hommage à leur résistance.